# Кривавий наклеп у Тісаесларі

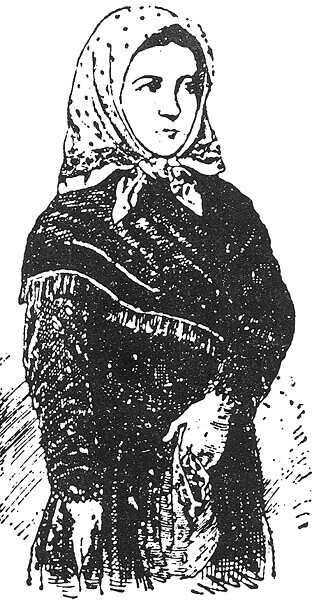
Естер Шоймоші

Кривавий наклеп у Тісаесларі, відомий також як Тісаесларська справа, — кривавий наклеп на євреїв, який поклав початок антисемітській кампанії в Угорщині в 1882—1883 роках.

## Практика юдаїзму відносно крові і жертвопринесень
Описи тортур і людських жертвопринесень у передбачуваних ритуальних вбивствах суперечать багатьом фактичним положенням юдаїзму. Насамперед, заборона на вбивство міститься в десяти заповідях Тори. Крім того, використання крові (людської чи будь-якої іншої) в приготуванні їжі суворо заборонено кашрутом. Кров і будь-які інші виділення людського організму є ритуально нечистими (Лев.15). Кров убитих тварин не може вживатися в їжу, вона повинна бути виведена з тіла тварини та похована (Лев. 17:12—13). Згідно з Книгою Левіт, кров жертовної тварини (але не людини) може бути використана лише на жертовнику Єрусалимського храму (який до часу приписуваних подій вже не існував сотні років).
У той час як жертвопринесення тварин дійсно практикувалися в стародавньому юдаїзмі, Танах (Старий Завіт) і Галаха зображують людські жертвоприношення як одне з зол, що відокремлюють язичників Ханаана від євреїв (Втор. 12:31 , 2 Цар. 16:3). Євреям заборонялося брати участь у цих ритуалах (Ісх. 34:15, Лев. 20:2 , Втор. 18:12 , Ієр. 7:31) . Фактично, вимога ритуальної чистоти забороняла навіть знаходження священиків (Коенів) в одній кімнаті з людським трупом (Лев. 21:11). Нащадкам Коенів, згідно з релігійними канонами, Галаха забороняє навіть заходити на цвинтар.

## Опис
Естер Шоймоші народилася в угорському селі Тісаеслар, розташованого на річці Тисі, в бідній родині. Наймитувала в будинку односельця Андраша Хурі.
У середу 1 квітня 1882 року Естер, перебуваючи на роботі у свого господаря, була послана ним кудись з якимось дорученням і не повернулась назад. Усі пошуки були безрезультатними. Декілька односельчанок, свідчили, що сторож синагоги Йожеф Шарф покликав Естер в свій будинок при синагозі. Після того ніхто з угорців-християн більше не бачили Естер. В селі мешкало тоді 25 єврейських сімей (5% мешканців села) і там була синагога у котрій збиралися й євреї з навколишніх сіл. Окрім цього, це було ще і перед єврейською пасхою, у 1882 році вона святкувалася ними 4 квітня. Тому підозра у викрадені і вбивстві дівчинки впала на єврейську громаду.
4 травня 1882 року мати дівчинки звернулася до місцевого судді з вимогою провести розслідування зникнення дочки.
19 травня 1882 року окружний суд у місті Ньїредьгаза послав у Тісаеслар судового виконавця Йожефа Барі для розслідування заведеної суддею справи за зверненням матері зниклої дівчинки. Односельчанки підтвердили те що вони бачили 1 квітня як Естер закликав сторож синагоги Йожеф Шарф. Син Шарфа розповів, що в присутності його батька, старшого брата, 14-річного Моріца, та кількох інших чоловіків Шохет зробив надріз на шиї дівчинки і за допомогою Моріца зібрав її кров в посуд. 19 травня Шарф і його дружина були заарештовані. Увечері того ж дня їх син Моріц був переданий комісару безпеки. Він помістив його в своє відділення в Тісанадьфалу, де судовий клерк Пецей повинен був простежити за його безпекою.

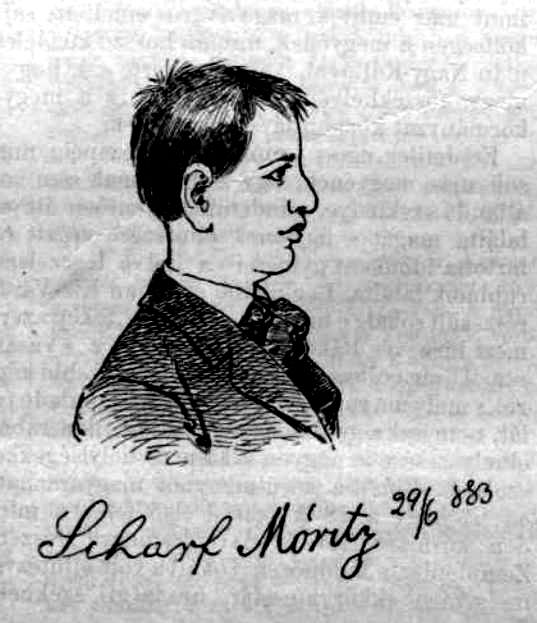
Моріц Шарф

Син сторожа синагоги Моріц Шарф розповів, що після ранкової суботньої служби його батько заманив Естер в свій будинок з проханням прибрати свічники (хоча це була середа, а будь-яка робота заборонена євреям по суботах), а жебрак єврей, що жив у нього, Германн Волльнер провів дівчинку у вестибюль синагоги, де напав на неї. Після того, як вона була роздягнена, два різника, Абрахам Буксбаум і Леопольд Браун, привели її до третього різника Соломона Шварца, який великим ножем зробив надріз на її шиї і зібрав її кров у великий горщик. Ці троє були здобувачі на вакантну посаду наставника і шокета й прибули в Тісаеслар для виконання суботніх ритуалів і, за словами хлопчика, затрималися в синагозі після ранкової служби. Він також бачив, як шию дівчинки замотали ганчіркою і одягли її тіло. Все це Моріц, за його спостерігав крізь замкову щілину в дверях синагоги. При цьому, за його словами, були присутні Самуель Люстиг, Абрахам Браун, Лазар Вайштейн і Адольф Юнгер. Після того, як ті залишили місце злочину, він замкнув синагогу, щоб не знайшли ні труп, ні криваві сліди.
Покази Моріца Шарфа підтверджувалися Іштваном Ленд'єлом, який свідчив, що 1 квітня 1882 року, о 12 годині ранку, від синагоги, котра була поруч з його будинком, почув тричі крик. Також Янош Чорний свідчив, що 1 квітня 1882 від синагоги почув плач і Йосип Адамович та інші в той же день о 12 годині поруч із синагогою чули незрозумілі плачі і бачили, що перед дверима синагоги по обидві сторони євреї стояли й дивилися на дорогу. Підтримувало силу показів Моріса й те те, що і в ночі у синагозі незвичайне зібрання відбулося, а групи євреїв і вгору бродили вночі на вулицях, навколо синагоги й будинку єврея Лео Гросберга, який ламаючи руки вигукнув: «Боже мій, що ми зробили».
18 червня 1882 року з річки Тиси, біля села Дада, плотарями Янкелем Смілович і Давидом Гершко і Амзель Фогелем, було витягнуто тіло, яке, за словами районного лікаря, могло належати 14-річній дівчинці. У лівій руці загибла стискала хустку зі світло-блакитною фарбою, такий же, яку в день зникнення купила Естер.
Але матір і сестри Solymosi, родина Габор і ті хто краще знав Естер, рішуче заперечували, що це було її тіло, хоча й визнали, що одяг на трупі належав Естер.
Група експертів, до якої входили два медика — хірурги Трайтлер і Кіш, а також кандидат на лікарську посаду Хорват, заявили, що труп належить жінці від 18 до 20 років, яка померла від восьми до десяти днів тому, згідно ступені розтягування статевих органів мала численні статеві зв'язки з чоловіками, і ніколи не займалася важкою роботою, оскільки шкіра і нігті покійної дивно ніжні і доглянуті. Це заперечувало те, що знайдений труп був тілом Естер. Тіло було поховано на католицькому цвинтарі в Тісаесларі.
Після цього поширилося твердження, що це тіло було привезено євреями і прибране в одяг Естер Шоймоші, щоб приховати ритуальне вбивство. Були проведені нові арешти — плотарів Янкеля Сміловичі і Давида Гершко, а також Амзель Фогеля, і справа, що отримало до того часу популярність, набуло нового розмаху. Декілька плотогонів, які знайшли тіло, відмовилися від попередніх свідчень і заявили, що двоє тисаесларських євреїв, Мартин Гросс і Ігнац Клейн, дали їм це тіло. Єврейська сторона ці свідчення вважає такими, що були отримані погрозами і обіцянками.
29 липня 1882 року 15 особам були пред'явлені формальні звинувачення. Соломон Шварц, Абрахам Буксбаум, Леопольд Браун і Германн Волльнер були звинувачені у вбивстві, Йожеф Шарф, Адольф Юнгер, Абрахам Браун, Самуель Люстиг, Лазар Вайштейн і Емануель Тауб — в добровільному сприяння злочину, Ансельм Фогель, Янкель Шміловіч, Давид Гершко, Мартін Гросс і Ігнац Клейн — в підбурюванні до вбивства і крадіжці тіла.
Затримка у провадженні справи була викликана переважно тим, що ряд складених Барі актів були визнані неправильними, тим, що він проводив розслідування без державної юридичної особи, записував свідчення без свідків. Його також звинуватили в катуванні обвинувачених і підозрюваних, у петиції до міністра юриспруденції Паулера Етвеш, але цей протест не був нічим доведеним, тільки затягнув судовий процес.
За урядовим вказівкою Моріц Шарф був відданий під нагляд районного судового пристава, який помістив його під піклування наглядача Хентер.
Захист звинувачених проводив Карой Етвеш (Károly Eötvös), журналіст і член Палати Депутатів, з яким працювали адвокати Б. Фрідманн, Шандор Фунтак, Макс Секей з Будапешт а і Ігнац Хойманн з  Ньїредьхази.
Справа настільки затягнулося, що державний виконавець Кожма Хаваш з Будапешта попрямував в Ніредьгазу у вересні, щоб його прискорити. Він розпорядився звільнити деяких з ув'язнених, але, відчувши потужні перешкоди своїм спробам прискорити справу, він подав у відставку, яка була охоче прийнята.
Колишній президент Угорщини Лайош Кошут, який перебував у той час у вигнанні в Турині, опротестував «роздмухувані упередження проти євреїв». Він говорив, що «підозри у ритуальних убивствах — це ганьба для Угорщини, що представляти вбивство, яке в гіршому випадку міг зробити одна людина, як расовий чи ритуальний злочин — це негідно для сучасної цивілізації».
У середині листопада дружина Йожефа Шарфа була випущена на свободу, тоді як її чоловік та інші обвинувачені перебували в ув'язненні. Знайдене в Тисі тіло було на вимогу представників захисту ексгумовано 7 грудня і повторно оглянуте трьома професорами медицини будапештського університету — Шентхауером, Білкию і Михалковичем. Вони порахували думку попередньої групи експертів позбавленим наукової основи, а пізніше, перед судом, звинуватили їх у дрімучому невігластві, спростувавши всі основні пункти їх укладення: про вік загиблої, про можливий час смерті, про стан органів, нігтів і шкіри.
Експерти виявили, що стан тіла був вже дуже ушкодженим часом, тому багато фактів не вдалося уточнити, однак, було встановлено, що шия трупа є недоторканою (що фіксувала і попередня експертиза), тому ритуальне вбивство, як причина смерті вони виключали.
Однак жодне з обвинувачень, пред'явлених євреям, знято не було. Бо не було доведено що знайдений труп є тілом Естер.
17 червня 1883 року, більше чим через рік після зникнення Естер, у Ньїредьхазі почалася остання частина слухання справи.
Головою був суддя Ференц Корнішш, державним повіреним — Едуард Сейфферт. Хоча єдиною основою звинувачення були показання свідків, суд провів 30 засідань для розслідування справи у всіх деталях і заслухав багато показань свідків. Відгук про судово-медичних експертизах для процесу видав віденський професор судової медицини, один із засновників її як наукового напрямку Едуард фон Гофман, підтвердивши результати другого експертизи і вказавши на «кричущу відсутність спеціальних судово-медичних знань» у авторів першої.
Протиріччя в показаннях Моріца Шарфа були виявлені при проведенні слідчого експерименту в Тісаесларе 16 липня, що і призвело до одноголосного виправданя обвинувачених 3 серпня.
Слухання проводиться з 20 червня по 3 серпня Опубліковано виправдане рішення 3 серпня і суд, звільнив обвинувачених євреїв. Після подання апеляції з остаточне виправдувальне рішення було винесено 10 травня 1884. 10 травня був Чаба.
Обвинувач Моріц повернувся до своїх батьків, які його радісно прийняли і повністю простили. Він допомагав своєму батькові до самої його смерті 1905 року.
Виправдувальний вердикт і звільнення ув'язнених, більшість з яких перебували у в'язниці 15 місяців, послужило сигналом до заворушень у Пресбурге (Братиславі), Будапешті та інших містах Угорщини.
Німецький письменник Арнольд Цвейг написав драму «Ритуальне вбивство в Угорщині» (1914).
В Тисаесларі багато людей до цих пір вірять, що євреї викрали і вбили Естер Шоймоші.
Ця історія стала частиною фольклору Угорщини.
Відомі богослови також засудили цей судовий процес «як пережиток забобонів, які вийшли з Середньовіччя і навіть з глибокої давнини». У їхньому числі Герман Л. Штрак з Берлінського університету кальвіністської юдаїки. Авраам Лінкольн також виступав «проти середньовічних забобонів в Угорщині».